# Emanuele Giaccherini
Emanuele Giaccherini (Bibbiena, 5 de maig de 1985) és un jugador de futbol professional italià, que actualment juga de centrecampista al SSC Napoli, així com a la selecció italiana.
Va iniciar la seva carrera esportiva a l'AC Cesena on, després de diverses cessions en equips inferiors, va ajudar l'equip a aconseguir dos ascensos consecutius fins a arribar a la Serie A. Després va marcar a la Juventus FC, on va proclamar-se campió de lliga en les dues temporades que va passar a l'equip de Torí, abans de marxar al Sunderland el 2013.
Giaccherini ha disputat més de 20 partits amb la selecció italiana, arribant fins a la final de l'Eurocopa de 2012, quedant en tercera posició de la Copa Confederacions de 2013, i participant en l'Eurocopa de 2016.

## Estadístiques
Actualitzat el 3 de juny de 2015
| Equip                 | Lliga                    | Temporada           | Lliga   | Lliga | Copa    | Copa | Europa  | Europa | Altres  | Altres | Total   | Total |
| Equip                 | Lliga                    | Temporada           | Partits | Gols  | Partits | Gols | Partits | Gols   | Partits | Gols   | Partits | Gols  |
| --------------------- | ------------------------ | ------------------- | ------- | ----- | ------- | ---- | ------- | ------ | ------- | ------ | ------- | ----- |
| Forlì FC (cedit)      | Serie C2                 | 2004–05             | 22      | 1     | 0       | 0    | –       | –      | –       | –      | 22      | 1     |
| Bellaria Igea (cedit) | Serie C2                 | 2005-06             | 30      | 1     | 0       | 0    | –       | –      | –       | –      | 30      | 1     |
| Bellaria Igea (cedit) | Serie C2                 | 2006–07             | 7       | 2     | 0       | 0    | –       | –      | –       | –      | 7       | 2     |
| Total Bellaria Igea   | Total Bellaria Igea      | Total Bellaria Igea | 37      | 3     | 0       | 0    | 0       | 0      | 0       | 0      | 37      | 3     |
| AC Pavia (cedit)      | Serie C2                 | 2007–08             | 28      | 9     | 2       | 1    | –       | –      | –       | –      | 30      | 10    |
| AC Cesena             | Lega Pro Prima Divisione | 2008–09             | 29      | 5     | 4       | 2    | –       | –      | –       | –      | 33      | 7     |
| AC Cesena             | Serie B                  | 2009-10             | 32      | 8     | 2       | 1    | –       | –      | –       | –      | 34      | 9     |
| AC Cesena             | Serie A                  | 2010-11             | 36      | 7     | 0       | 0    | –       | –      | –       | –      | 36      | 7     |
| Total Cesena          | Total Cesena             | Total Cesena        | 97      | 20    | 6       | 3    | –       | –      | –       | –      | 103     | 23    |
| Juventus FC           | Serie A                  | 2011–12             | 23      | 1     | 4       | 2    | –       | –      | –       | –      | 27      | 3     |
| Juventus FC           | Serie A                  | 2012-13             | 17      | 3     | 3       | 0    | 4       | 0      | 1       | 0      | 25      | 3     |
| Total Juventus        | Total Juventus           | Total Juventus      | 40      | 4     | 7       | 2    | 4       | 0      | 1       | 0      | 52      | 6     |
| Sunderland AFC        | Premier League           | 2013-14             | 24      | 4     | 8       | 1    | –       | –      | –       | –      | 32      | 5     |
| Sunderland AFC        | Premier League           | 2014-15             | 8       | 0     | 3       | 0    | –       | –      | –       | –      | 11      | 0     |
| Total Sunderland      | Total Sunderland         | Total Sunderland    | 32      | 4     | 11      | 1    | 0       | 0      | 0       | 0      | 43      | 5     |
| Total carrera         | Total carrera            | Total carrera       | 256     | 41    | 26      | 7    | 4       | 0      | 1       | 0      | 287     | 48    |